# Quốc lộ 27
Quốc lộ 27 là tuyến đường quốc lộ theo hướng đông tây, nam bắc kết nối tỉnh Ninh Thuận thuộc khu vực Duyên hải Nam Trung Bộ đến các tỉnh Lâm Đồng, Đắk Lắk thuộc khu vực Nam Tây Nguyên.
Điểm đầu của tuyến tại Ngã ba Km 5 trên Quốc lộ 26 (còn gọi Ngã ba Hòa Bình) thuộc thành phố Buôn Ma Thuột, theo hướng nam qua các huyện Cư Kuin, Krông Bông. Lắk (Đắk Lắk), Đam Rông, Lâm Hà, Đức Trọng (Lâm Đồng). Đến gần thị trấn Liên Nghĩa, tuyến đường đi tránh qua phía bắc thị trấn đến ngã tư Phi Nôm giao Quốc lộ 20. Tuyến đường tiếp tục theo hướng đông qua thị trấn Thạnh Mỹ và D'Ran thuộc huyện Đơn Dương, rồi vượt qua Đèo Ngoạn Mục đi qua huyện Ninh Sơn (Ninh Thuận) và kết thúc tại Phan Rang – Tháp Chàm.
Tổng chiều dài của Quốc lộ 27 khoảng 290 km, đoạn từ Phan Rang đi Liên Khương dài khoảng 110 km. Đoạn từ Liên Khương đi Buôn Ma Thuột dài khoảng 180 km. Tuy nhiên, khi xây dựng đập Thủy điện Nam Kar nằm trên dòng sông Krông Nô giữa 2 Huyện Lăk (Đăk Lăk), Krông Nô (Đăk Nông) đã làm mới đường Quốc lộ tránh hồ Thủy điện nên Quốc lộ 27 dài ra thêm khoảng 35 đến 40 km nữa.
- Đoạn từ Ngã 3 Phi Nôm đi Ngã 3 D'Ran (Đường 27).

Cự ly đoạn này khoảng 25 km. Đoạn đường này rất xấu (hư hỏng và xuống cấp). Mặt đường rộng khoảng 10m và quanh co. Có một cây cầu nhỏ giới hạn tải trọng 20 tấn tại Phú Thạnh, Hiệp Thạnh-Đức Trọng. Còn có một cây cầu tải trọng 25 tấn và 2 (hai) cầu không có bảng thông báo tải trọng. Đoạn đường này hư hỏng và xuống cấp khoảng 70%. Ngoài ra, cũng có 4 - 5 đoạn đang sửa chữa, thi công đường. Quan sát không thấy các xe có tải trọng lớn và dài hay đầu kéo lưu thông, ngoại trừ xe ben phục vụ thi công. Đoạn đường xấu, hư hỏng nặng, nhiều khúc quanh co và hẹp, rất khó khăn cho những xe trên 10 tấn lưu thông. 
- Đoạn từ Ngã 3 Đ’rán đi qua Đèo Ngoạn Mục, cự ly 9 km đường đèo (Đường 27)

Tuy chỉ dài 9 km nhưng đoạn đèo này có rất nhiều khúc quanh gấp. Có 3 cua tay áo rất gấp và hẹp, là những cua gấp nổi tiếng của Đèo Ngoạn Mục. Bề rộng mặt đường có nơi chỉ có 6m. Mặt đường đèo hiện nay xuống cấp, khá nhiều hư hỏng nặng. Suốt tuyến đèo này, hoàn toàn không thấy xe có tải trọng lớn, dài, đầu kéo hay xe khách 45 chỗ lưu thông. Chỉ có xe ôtô du lịch và xe khách 29 chỗ lưu thông. Đoạn này không thể lưu thông được và nếu xe có chiều dài trên 10 (mười) mét không thể cua xe được theo cách cua bình thường. Nâng cấp và mở rộng mặt đường đèo trong giai đoạn hiện nay không khả thi.
- Đoạn Sông Pha–Ngã 3 Tân Sơn (đường 27), cự ly 32 (ba mươi hai) kilômét Mặt đường nhỏ, khoảng 8 (tám) mét), và xấu do chưa được duy tu sửa chữa. Có 30% đoạn đường có nhà dân sinh sống ở hai bên đường.

Đoạn này có 2 cầu trọng tải 25 tấn và 2 cầu 18 tấn. Quan sát không thấy có xe tải trọng lớn hay đầu kéo container lưu thông.
Do là đường độc đạo đi qua Đèo Ngoạn Mục cho nên các xe có tải trọng trên 5 tấn không lưu thông.